# Isla Pérez, Yucatán
Isla Pérez är en ö i Mexiko. Den ligger i delstaten Yucatán, i den östra delen av landet, 1 000 km öster om huvudstaden Mexico City. Arean är 0,27 kvadratkilometer.
Isla Pérez ligger på revet Arrecife Alacranes. Det är den största och enda permanent bebodda ön på revet. En fyr byggdes på ön år 1900.